# 敘利亞禮天主教委內瑞拉宗座代牧區
敘利亞禮天主教委內瑞拉宗座代牧區（拉丁語：Exarchatus Apostolicus pro fidelibus ritus Antiocheni Syrorum in Venetiola）是委內瑞拉一個東儀天主教宗座代牧區（敘利亞禮）。
代牧區成立於2001年6月22日，座堂位於馬拉凱。2009年有教友5,000人，下轄十一個堂區、五名司鐸。現任宗座代牧為弟茂德·貝盧尼。

## 外部連結
- Beschreibung auf catholic-hierarchy.org （页面存档备份，存于） (englisch)
- Eintrag auf gcatholic.org (englisch) （页面存档备份，存于）